# Tetarte
Tetarte (τεταρτη) è il nome con cui viene designata una moneta greca, pari ad 1/4 di statere. Il peso varia secondo il piede monetario utilizzato.
Una moneta con questo nome fu coniata verso il 365 a.C. in Licia, con un peso di ca. 2,5 grammi. Reca al dritto una testa di leone ed al rovescio un triscele.

## Etimologia
Tetarte viene dal greco tetartos (τεταρτος), cioè un quarto.